# Museo storico di Leopoli
Il Museo storico di Leopoli (in ucraino Львівський історичний музей?; in russo Львовский исторический музей?) è il più importante museo dedicato alla storia nazionale che si trova a Leopoli nella omonima oblast' in Ucraina. Una delle sue caratteristiche è di avere numerose sedi sparse nel centro storico cittadino, ognuna dedicata ad un tema particolare.

## Storia

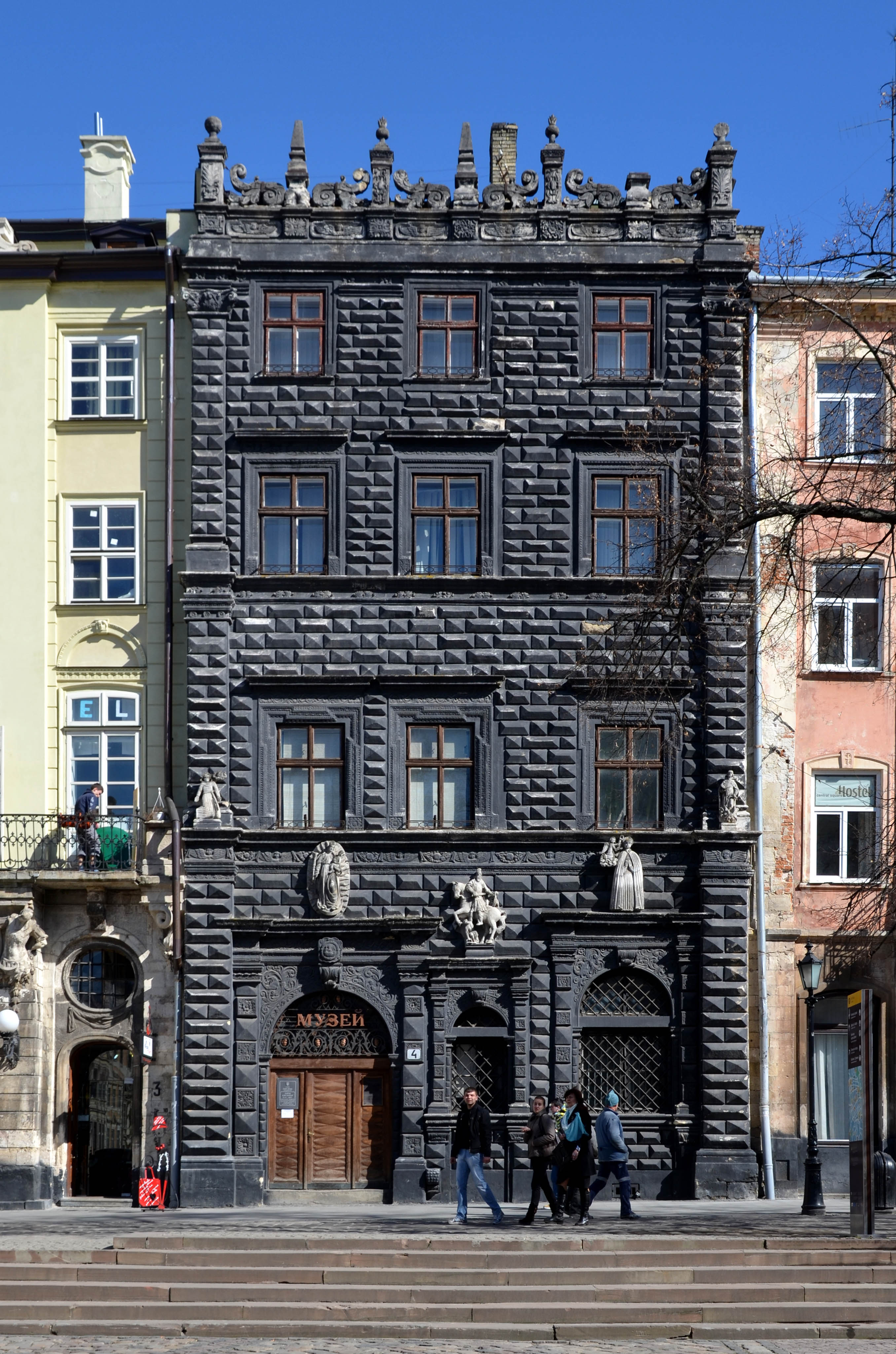
Casa Nera

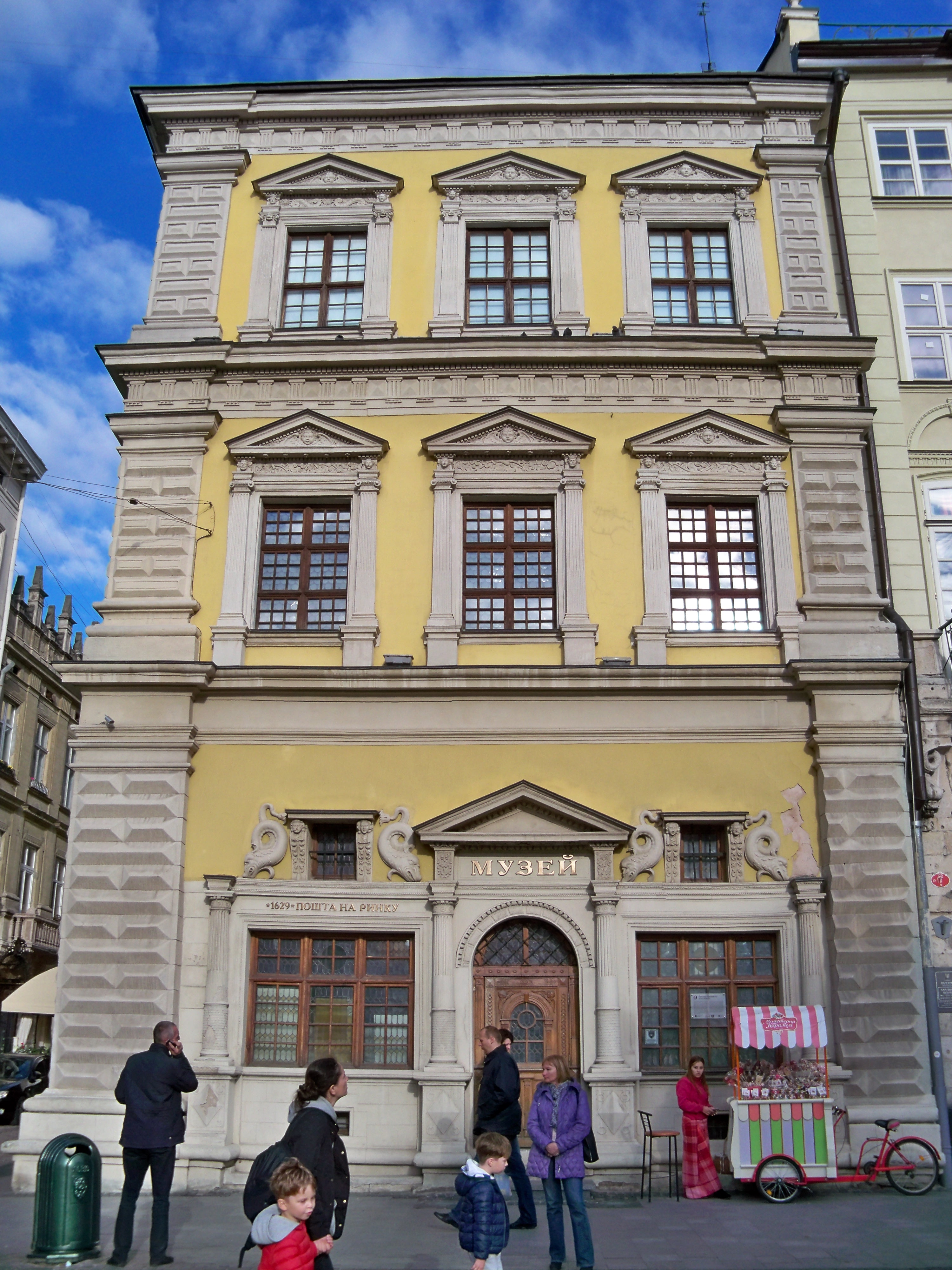
Palazzo Bandinelli

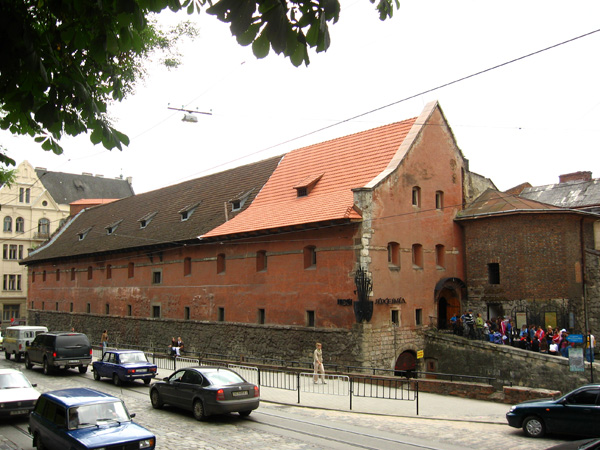
Ex arsenale cittadino

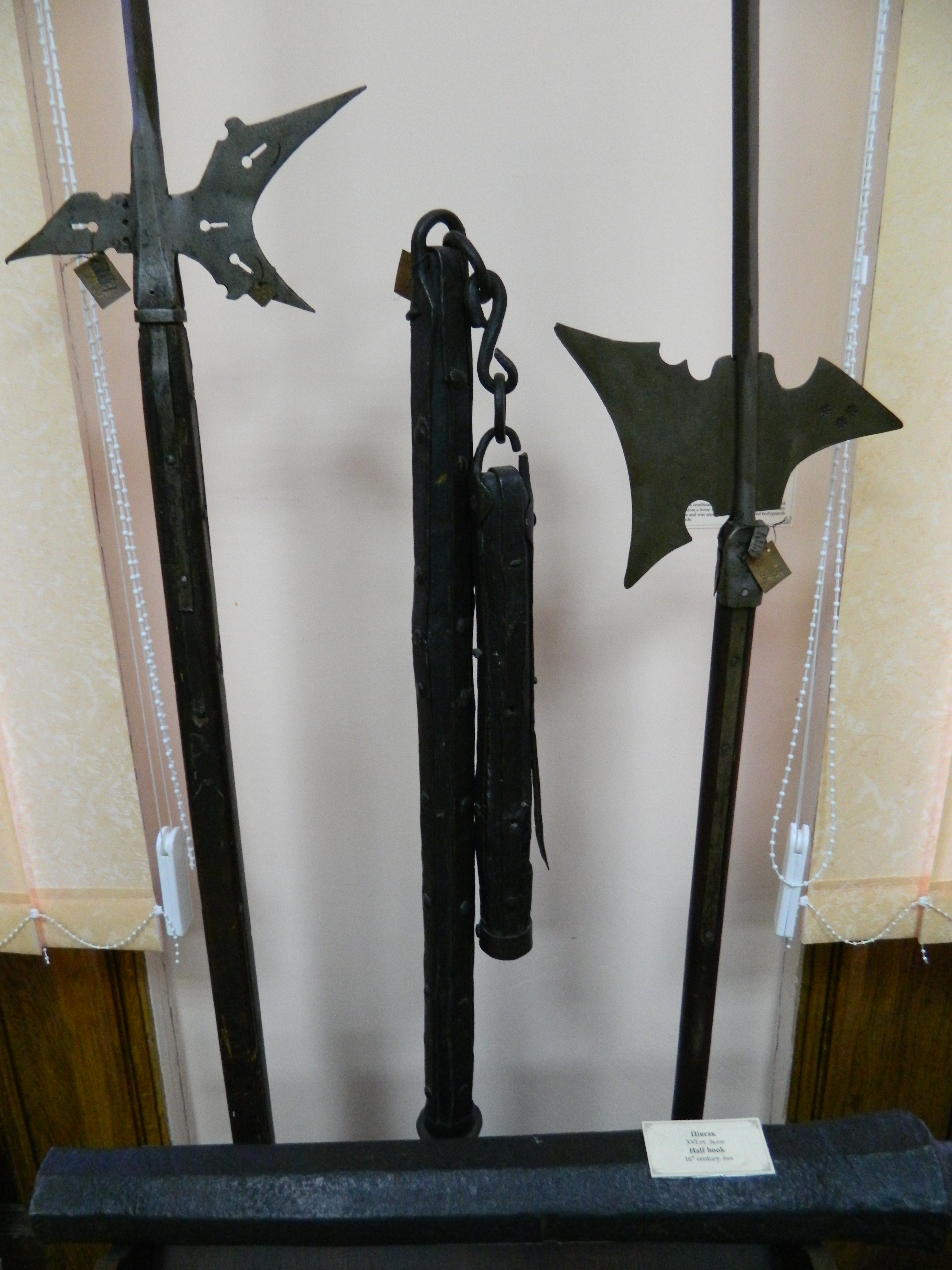
Parte della collezione di armi antiche

Il museo è stato fondato nel 1893 e nel 1939 venne ribattezzato Museo storico di Leopoli quando raccolse parte delle collezioni museali storiche  di Leopoli trasferite dalle autorità sovietiche.

## Sedi museali
Le sedi principali si trovano tutte in piazza del Mercato negli edifici ai numeri 2, 4, 6 e 24.
- Palazzo Kornjakt, edificio storico di grande pregio risalente al 1580. Nelle sue stanze venne firmato il Trattato di Pace Eterna tra i rappresentanti del Regno russo e della Confederazione polacco-lituana che portava alla divisione dell'Ucraina in due parti. Poi il palazzo divenne proprietà del principe ereditario Stanislaw Zhevuski, poi di Giovanni III Sobieski e nel 1908 il museo, che già era stato istituto, venne intitolato al Sobieski.
- Casa Nera, sede museale dal 1940.
- Ex arsenale cittadino, sede museale dal 1981.
- Palazzo Bandinelli, sede museale dal 2005.

## Collezioni
Le collezioni più importanti conservate riguardano i reperti trovati durante rilievi archeologici, strumenti di vario genere legati alla vita tradizionale, prodotti artigianali, opere artistiche come dipinti, statue e modelli, monete antiche, medaglie e armi. La sede più rappresentativa è palazzo Kornyakt che raccoglie mobili, orologi, porcellane e una collezione di argenti e vetri artistici mentre le armi antiche sono conservate nell'ex arsenale della città.